# 5688 Kleewyck
5688 Kleewyck è un asteroide della fascia principale. Scoperto nel 1991, presenta un'orbita caratterizzata da un semiasse maggiore pari a 2,6177872 UA e da un'eccentricità di 0,1606864, inclinata di 4,03146° rispetto all'eclittica.